# 금일초등학교 신도분교
금일초등학교 신도분교는 대한민국 전라남도 완도군 금일읍 신도길 41-1(척치리)에 있었던 초등학교 분교이다.

## 연혁
- 일자미상 충도국민학교 신도분교 설립 인가
- 1955년 7월 6일 신도분교장 개교
- 1967년 4월 1일 도서벽지학교 '을'급 지정
- 1986년 1월 1일 도서벽지학교 '나'급 조정
- 1992년 9월 1일 금일국민학교 신도분교 개편
- 1996년 3월 1일 금일초등학교 신도분교 개편
- 2001년 1월 1일 도서벽지학교 '가'급 조정
- 2011년 3월 1일 폐교 및 금일초등학교 통폐합